# 雨蕨
雨蕨（学名：Gymnogrammitis dareiformis）为雨蕨科雨蕨属下的一个种。